# Talassaari och Kalkkisaari
Talassaari och Kalkkisaari är en ö i Finland. Den ligger i sjön Syväri och i kommunen Kuopio i den ekonomiska regionen  Kuopio ekonomiska region  och landskapet Norra Savolax, i den centrala delen av landet, 400 km nordost om huvudstaden Helsingfors. Öns area är 33,2 hektar och dess största längd är 0,9 kilometer i nord-sydlig riktning.